# Laodicea pulchra
Laodicea pulchra is een hydroïdpoliep uit de familie Laodiceidae. De poliep komt uit het geslacht Laodicea. Laodicea pulchra werd in 1902 voor het eerst wetenschappelijk beschreven door Browne. 